# Teerasil Dangda
Teerasil Dangda (en alfabeto tailandés: ธีรศิลป์ แดงดา; Bangkok, Tailandia, 6 de junio de 1988) es un futbolista profesional tailandés que juega en el BG Pathum United F. C. de la Liga de Tailandia como delantero.

## Trayectoria
El 21 de febrero de 2014 firmó con la U. D. Almería un acuerdo de préstamo por un año por parte del Muangthong United, con una opción de compra.